# هاینریش بیلتس
هاینریش بیلتس (آلمانی: Heinrich Biltz؛ ۲۶ مهٔ ۱۸۶۵ – ۲۹ اکتبر ۱۹۴۳) یک شیمی‌دان و نویسنده اهل آلمان بود.